# Атила
 Тази статия е за владетеля на хуните.  За други значения вижте Атила (пояснение).  
Атила (на латински: Attila, на гръцки: Ἀττήλας, ср.-в.-немски: Etzel, † 453) е последният владетел на европейските хуни, управлявал от 434 до смъртта си през 453 г., както и на ирански, тюркски и германски племена като алани, прабългари и остроготи. При неговото управление хуните са най-голямата заплаха за Източната и Западната Римска империя. Той нахлува два пъти на Балканите, като вторият път обсажда Константинопол, пресича Германия и Галия до Аврелиан преди да бъде спрян в битката при Каталаунските полета и прогонва западния император Валентиниан III от собствената му столица Равена.
Макар че империята на Атила умира заедно с него, той се превръща в легендарна фигура в европейската история. В Западна Европа той е запомнен като символ на жестокост и хищност, докато в някои страни, например Унгария и Турция, той е смятан за велик владетел.

## Хуните
Европейските хуни вероятно са западен клон на хунну (匈奴), група номадски племена, обитавали на север от тогавашен Китай и изтласкани през II век към Средна Азия. Благодарение на военното си превъзходство, дължащо се на извънредната им тактическа мобилност, наличието на най-голямата конна армия в региона и оръжия като хунския лък, от средата на ІV век хуните започват да подчиняват народите в степната зона от Волга до Панония и се превръщат в заплаха за вече разделената на две Римска империя.

## Съвместно управление
Към 432 г. западните хуни са обединени от Руа. След смъртта му през 434 година той е наследен от Атила и Бледа, синове на брат му Мундзук. Новото царство, което Атила владее от около 434 година заедно с брат си Бледа, обхваща най-различни ирански и германски племенни групи. През 435 г. двамата братя сключват с римляните договора от Марг, който помага на хуните. Атила убива през 444/445 г. брат си Бледа и създава главния си лагер в долината на Тиса (днешна Унгария), точка между Източната империя и Западната империя, където обитава в красив дървен палат.
Със Западен Рим Атила първоначално има добри контакти. Причина за това преди всичко е политиката на римския magister militum (пълководец) Флавий Аеций, който като млад е заложник при хуните и познава Атила много добре. Аеций, всъщност владетелят в Западен Рим, през 433 г. идва с помощта на хунските помощни войски и също с тяхна помощ унищожава през 436 г. царството на бургундите на Вормс. Това се смята за историческата основа на сагата за Нибелунгите. Атила назначил за съветник между другото и римлянина Орест. Аеций дава на Атила части от Панония.
По времето на тяхното поемане на властта хуните водят преговори с пратеници на Теодосий II за връщането на няколко племена, избягали в Източната Римска империя. На следващата година Атила и Бледа се срещат с посланиците на империята при Марг) и, без да слизат от конете според обичая на хуните, успяват да постигнат споразумение. Римляните се съгласяват не само да върнат избягалите племена, които биха били от полза във войната срещу вандалите, но и да удвоят дотогавашния данък от 350 на 700 либри злато (около 228 кг), да отворят пазарите си за хунски търговци и да плащат откуп от 8 солида за всеки свой затворник при хуните. Хуните остават доволни от договора и се оттеглят на север. Теодосий се възползва от мира, за да усили стените на Константинопол, да построи първата морска стена на града и да подсили укрепленията по дунавската граница.
През следващите пет години хуните остават извън полезрението на империята. През 440 година те се появяват отново и нападат търговците в един пазар на северния бряг на Дунав. Атила и Бледа заплашват с война, твърдейки, че Империята не изпълнява поетите задължения и че епископът на Маргус е пресякъл Дунав, за да ограби и оскверни хунските царски гробници. Те преминават реката и унищожават крепостите по южния ѝ бряг. Маргус е превзет и епископът му е взет в плен. Според византийският историк Приск, съвременник и участник в събитията, епископът сам предава града на хуните. Атила и Бледа превземат столицата на Мизия Виминаций (близо до днешния Костолац), Сингидун и Сирмий, след което спират военните действия.
Теодосий няма възможност да засили войските си на Балканите заради превземането на Картаген от вандалския крал Гейзерик през 440 г. и персийското нападение в Армения през 441 г. През 442 г. той прехвърля войски от Северна Африка и нарежда изсичането на голямо количество нови монети, за да финансира войната срещу хуните. След тази подготовка той решава, че може да отхвърли исканията на хуните за спазване на договора от 434 г.
В отговор на това през 443 г. Атила и Бледа подновяват военните действия. Придвижвайки се на юг, те превземат Рациария и успешно обсаждат Наисус, използвайки обсадни съоръжения. След това се насочват към столицата и по пътя си превземат Сердика, Филипопол и Аркадиопол. Хуните се сблъскват и разгромяват основните сили на империята пред Константинопол и само липсата на обсадни съоръжения, способни да разрушат масивните стени на града, не им позволява да го превземат. Теодосий се признава за победен и изпраща 443 г. Magister militum per Orientem Анатолий да преговаря за мир. Новият договор е по-тежък за империята от този от 434 г. Императорът трябва да изплати репарация за нарушението на предишния договор в размер на 2100 либри злато (ок. 687 кг). Годишният данък е утроен на 6000 либри злато (ок. 1962 кг), а откупът за пленниците е повишен на 12 солида.
След сключването на новия мирен договор хуните се оттеглят на север от Дунав. По време на последвалия мирен период, вероятно около 445 г., Бледа умира. Водят се спорове дали той е убит от Атила или умира по друга причина. Атила остава едноличен водач на хуните.

## Еднолично управление
През следващите години Константинопол е засегнат от поредица бедствия: кървави сблъсъци между партиите на хиподрума, епидемии през 445 г. и 446 г., втората последвана от глад, четиримесечна поредица от земетресения, разрушили голяма част от градските стени и предизвикали нова епидемия. Последните събития се случват през 447 г., точно когато Атила, утвърдил властта си, отново навлиза в границите на империята през Мизия. Войската на Източната Римска империя, водена от готския magister militum Арнегискъл, го среща при река Вит в Битката при Утус (447 г.) и завършва с победа на римляните. Хуните не срещат по-сериозна съпротива и опустошават Балканите, достигайки до Термопилите. Константинопол е спасен след намесата на преториански префект Флавий Константин, организирал гражданството да възстанови повредените стени и да построи на места нови укрепления. Ето един римски поглед към събитията:
| „                                    | Варварският народ на хуните, който беше в Тракия, стана толкова силен, че повече от сто града бяха превзети, а Константинопол почти беше заплашен и повечето хора избягаха оттам... И имаше толкова убийства и кръвопролития, че мъртвите не можеха да бъдат преброени. Ах, те превземаха църкви и манастири и избиваха множество монаси и девици. | “ |
| из Житие на свети Ипатий от Калиник. | |   |

Атила поискал като условие за мира империята да продължи да плаща данък в злато и да освободи територията, достигаща 450 km източно от (Сигиндун) и на 150 km южно от Дунав. Преговорите между двете страни продължават близо три години. Историкът Приск е изпратен като придружител на посланика в лагера на Атила Максимин през 448 г. и откъси от неговия доклад, цитирани в по-късните произведения на Йордан, дават живописно описание на неговия двор:
| „ | За нас и варварските гости бяха подготвени изобилни ястия, поставени в сребърни съдове, но яде само месо от дървена купа. Във всичко останало той се държаше умерено. Чашата му беше дървена, докато на гостите бяха дадени бокали от злато и сребро. Дрехите му също бяха съвсем прости, забележителни само с чистотата си. Мечът, който носеше отстрани, закопчалките на скитските му обувки, юздите на коня му не бяха украсени, като тези на другите скити, със злато или скъпоценни камъни, или нещо скъпо. | “ |

По време на тригодишните преговори според една легенда, описана от Йордан, Атила открил мечът на Марс:
| „                                                 | Историкът Приск казва, че той е открит при следните обстоятелства: „Когато някакъв пастир видял, че една юница от стадото му куца и не могъл да открие причина за раната, той загрижено проследил кървавата следа и попаднал на меч, който тя била настъпила неволно, пасейки тревата. Той го изкопал и го занесъл право при Атила. Той се зарадвал на този подарък и, понеже бил честолюбив, помислил, че е посочен за владетел на целия свят и чрез меча на Марс му е осигурено превъзходство във всички войни.“ | “ |
| из Произход и деяния на готите, гл.XXXV от Йордан | |   |

Историците свързват тази легенда с традицията на почитане на меча сред номадите в Евразийската степ.

## Атила на Запад
Около 450 г. Атила обявява намерението си да нападне силното вестготско кралство около Тулуза в съюз с императора на Западната Римска империя Валентиниан III. И по-рано той е в добри отношения със Западната империя и нейният фактически управител Флавий Аеций. През 433 година Аеций за кратко е в изгнание при хуните, а тяхната помощ срещу готите и багаудите допринася за това, той да получи почетната титла magister militum на Запада. Подаръците и дипломатическите усилия на вандалския крал Гайзерих, който е в конфликт с вестготите, може би също оказват влияние върху решението на Атила.
През пролетта на 450 година сестрата на Валентиниан, Хонория, с цел да избегне принудително сгодяване за един сенатор, изпраща на Атила молба за помощ и своя пръстен. Дори Хонория да не е имала предвид предложение за женитба, Атила решава да интерпретира съобщението ѝ по този начин. Той приема, искайки половината Западна империя като зестра. Когато Валентиниан разкрива заговора, само намесата на майка му, Гала Плацидия, го спира да не убие Хонория, а само да я изпрати в изгнание. Той също пише на Атила, отричайки енергично валидността на предложението за женитба. Атила не е убеден и изпраща посланици в Равена, които обявяват, че Хонория е невинна, че предложението е валидно и че той ще дойде, за да предяви претенциите си.
Междувременно към края на 450 г. Теодосий II умира и неговият наследник Марциан спира изплащането на данъка за хуните, а Балканите вече са силно опустошени от предишните походи на хуни и готи. Смъртта на краля на салическите франки и започналите междуособици между двамата му синове предизвикват разрив между Атила и Аеций. Атила поддържа по-големия син, а Аеций по-малкия (по-малкият брат може би е Меровех, основателя на династията на Меровингите). Според британския историк Джон Бъри намерението на Атила по това време е да разшири държавата си, вече най-силна на континента, до атлантическия бряг. След като събира своите васали (гепиди, остготи, руги, херули, тюринги, алани, бургунди и други) и потегля на запад, той обявява готовността си да сключи съюз с която и да е от двете страни – вестготи и римляни.
През 451 г. той пристига в Белгика с голяма войска (според Йорданес половин милион души, вероятно силно преувеличена оценка). На 7 април той превзема Мец и Аеций тръгва срещу него, събирайки войска от франки, бургунди и гали. Пратеници на император Авит и напредващите армии на Атила убеждават краля на вестготите Теодорик I да сключи съюз с римляните. Обединените им войските стигат до крепостта Аврелиан, с което отклоняват похода на хуните. Аеций тръгва след тях и ги застига при Каталаунум (днес Шалон ан Шампан). Двете войски се сблъскват в битката на Каталаунските полета (20 юни 451 г.), която завършва с победа на готско-римския съюз, макар че Теодорик е убит в боя. Атила се оттегля зад границата и съюзът бързо се разпада.

## Поход в Италия и смърт
През 452 г. Атила отново отива да предяви своите претенции за брак с Хонория, като опустошава Северна Италия по пътя си. Армията му разграбва много градове и напълно разрушава Аквилея. Валентиниан бяга от столицата Равена в Рим, а останалият Аеций няма достатъчно сили, за да се противопостави на хуните. Атила се спира при река По, където е посрещнат през 452 г. от делегация, включваща префекта Тригеций, консула Генадий Авиен и папа Лъв I.
Предложени са различни обяснения за прекратяването на похода. Чумата и гладът по време на похода може би отслабват армията на Атила или войските, изпратени от Марциан на север от Дунав, го принуждават да се върне в Панония, или може би и двете. Според Приск причината е суеверен страх от съдбата на Аларих I, умрял малко след като разграбва Рим през 410 година. Проспер Аквитански пише (според думите на Гибън „измислица, изобразена от молива на Рафаел и длетото на Алгарди“), че папата, подпомогнат от свети Петър и свети Павел, го убеждава да отклони похода си от града.
Каквато и да е причината, Атила напуска Италия и се връща на север от Дунав. Той планира отново да нападне Константинопол и да възстанови плащането на данъка, прекратено от Марциан. Той не успява да осъществи замисъла си, защото умира в началото на 453 година. Според широко приетата версия на Приск, през нощта след пиршеството по повод поредната му женитба (за готка на име Илдико през 453 г.) той получава силен кръвоизлив от носа и умира, задавен от кръвта. Когато научават за смъртта му, воините му отрязват косата си и си нанасят рани със своите мечове в знак на траур, тъй като, както казва Йорданес, „за най-великите воини трябва да се скърби не с женски ридания и не със сълзи, а с кръвта на мъжете“. Той е погребан в троен ковчег – от злато, сребро и желязо – с трофеи от победите си, а тези, които го погребват, са убити, за да се запази в тайна мястото на гроба му.
Според една алтернативна версия, записана осемдесет години по-късно от римския хронист Марцелин „Атила, цар на хуните и опустошител на провинциите на Европа, беше пронизан от ръката и острието на своята съпруга“. Повечето учени отхвърлят достоверността на тази история, предпочитайки версията на съвременника на Атила Приск.
След смъртта на Атила той се превръща в легендарна фигура: Ецел в Песен за Нибелунгите и Атли в сагата Волсунга използват Атила за свой прототип. Вероятно следвайки историята на Марцелин, крал Атли във Волсунга умира от ръцете на съпругата си Гудрун (Глава 39 Архив на оригинала от 2006-08-21 в Wayback Machine.).
След смъртта на Атила синовете му Денгизик и Ернак влизат в конфликт с посочения за наследник техен брат Елак и, разделени, са разгромени в битката при Недао през 454 година. Подчинените им племена се отделят и основната част от хуните се изтегля от Централна Европа в Черноморските степи.
Съществува хипотеза, според която споменатите в „Именник на българските ханове“ легендарни князе Авитохол и Ирник трябва да се идентифицират с историческите личности Атила и Ернах. Според Васил Златарски подобно предположение е несъстоятелно, но то се приема от повечето съвременни историци.

## Външен вид, характер и име
Основният източник на информация за Атила е Приск, историк, пътувал с Максимин като пратеник на Теодосий II през 448 година. Той описва селището на хуните като имащо размер на голям град със здрави дървени стени. За самия Атила той казва:
| „ | Нисък на ръст, с широки гърди и голяма глава; очите му бяха малки, брадата рядка и прошарена със сиво; и имаше плосък нос и мургава кожа, показващи знаците на неговия произход. | “ |

В западната история и традиция Атила е известен като безжалостния „бич Божи“ (на латински: flagellum dei), а името му е синоним на жестокост и варварство. Това донякъде може би се дължи на сливане в общественото въображение на негови черти с такива на по-късни степни владетели, като монголите Чингис хан и Тамерлан – всички те минават за жестоки, умни и кръвожадни любители на битките и грабежите. Истината за характера на Атила вероятно е по-сложна. Хуните по времето на Атила имат широки контакти, както с двете Империи, така и с подчинените си германски племена. Според Приск през 448 обичайните езици в лагера на Атила са три – хунски, готски и латински. Той описва и срещата си с пленник от Източната империя, напълно възприел хунския начин на живот и не изпитващ желание да се върне в родината си. Самото описание на скромността и непринудеността на Атила е изпълнено с недвусмислено възхищение.
Историческия контекст на биографията на Атила е важен за появата на по-късната представа за него. В последните години на Западната империя неговите конфликти с Аеций (често наричан „последният римлянин“) и непознатостта на неговата култура допринасят за образа му на яростен варварин и враг на цивилизацията, както е изобразен в множество филми и други произведения на изкуството. Германските епоси, в които той се появява, му дават по-нюансирано представяне. Той е благороден и щедър съюзник като Ецел в Песен за Нибелунгите и жесток скъперник като Атли във Волсунга. Някои национални истории винаги го показват в положителна светлина. В Унгария и Турция имената на Атила и последната му съпруга Илдико остават популярни и днес.
Самото име Атила няма ясен произход. Според някои то идва от готското atta, „баща“, с умалителната наставка -la, тъй като много готи са на служба при Атила. Друг възможен произход е от прототюркски – atta („баща“) и il („земя“). Трета възможност е името да е свързано с Атил, средноазиатското наименование на река Волга.
Атила има съпругите Илдико, Крека и други. Той е баща на Елак, Емнетзур, Ултзиндур, Ирна (Ирник, Ернак), Денгизих, Чаба и други.